# Corporație transnațională
O corporație transnațională este o corporație a cărei activitate se desfășoară la nivel internațional. Activitatea acesteia poate consta în producerea de bunuri și servicii, investiții etc. Compania își amplasează fabricile și ramurile în țări a căror piață poate fi mai profitabilă decât în țara-mamă sau unde poate atinge un număr de consumatori mai mare.